# Ghostface
Ghostface és un personatge fictici de terror de la saga Scream.
La seva disfressa o, més ben dit, la seva màscara s'ha donat molt a parlar i des de la primera part, se n'han venut milions de màscares com la que porta l'assassí. L'assassí sol ser un habitant o habitants de Woodsboro, ja que l'acció passa allà, però a la tercera part, Woodsboro desapareixia per donar lloc a Hollywood, i així que l'assassí era provinent de Hollywood.
L'assassí sol ser un humà, o un personatge en la pel·lícula i sempre se'n revela la identitat abans de ser matat. En totes les entregues, menys la tercera, els assassins solien ser dos.

## Característiques
- L'assassí normalment imita a assassins de clàssics del terror, com ara Freddy Krueger o Michael Myers.
- L'assassí, abans de matar a la víctima, sol telefonar-li i espantar-la amb una veu totalment terrorífica
- En alguns casos, l'assassí ha fet jugar a "trivials" del cinema de terror a les víctimes. El primer cas va ser, un joc de preguntes de personatges de terror a Casey Becker per salvar el seu nuvi
- Ghostface sol preguntar una pregunta rere una altra, estil: "Qui és?", "On sóc en aquests moments?", "Vols morir aquesta nit?".
- L'assassí sol utilitzar un ganivet per assassinar les víctimes.

## Caracterització
Kevin Williamson i Wes Craven, encarregats de la saga, buscaven disfresses o màscares per l'assassí fins que en van trobar una de curiosa en una de les cases originals de Woodsboro.
Van fer-ne mils de còpies i mils d'esbossos per crear-ne una de nova, totalment original i terrorífica. Quan les màscares van sortir a la llum, el públic va considerar que la màscara s'havia fet amb l'ajuda del quadre "El Crit" d'Edvard Munch, i és que la boca deformada del personatge és molt semblant a la de l'home del quadre de Munch.